# Machín, toda una vida
Machín, toda una vida es una película española de 2002, dirigida por Nuria Villazán y escrita por ella misma y por Franklin J. Díaz. Se trata de una película biográfica del cantante cubano Antonio Machín.

## Sinopsis
Antonio Machín permaneció en París hasta que acabó la guerra civil española. Entonces empezó la Segunda Guerra Mundial y emprendió un camino que le llevaría a reconstruir toda su vida en España. Tras un pasado más o menos glorioso en Nueva York, La Habana y varias capitales europeas, donde fue el primero en traer al Viejo Continente el «Begin the Beguine» de Cole Porter, Antonio Machín empezó de cero en Barcelona, en locales de taxi-dance y pequeños cafés, hasta que fue descubierto por uno de los asiduos de una gran orquesta en busca de voz. 
A partir de ahí se comenzó a forjar toda la historia de la voz de platino que acompañó a la memoria colectiva de muchos españoles. Casi siempre a través de la radio, los que ganaban un poco por entonces podían verle con su compañía en teatros. Podía cantar «Angelitos negros» hasta cinco veces en una noche.

## Premios
- Premio al mejor documental en el Festival de Cine Independiente de Roma de 2003.